# Boyne-Island-Aluminiumhütte
Die Boyne-Island-Aluminiumhütte wird von der Boyne Smelters Limited nordwestlich der Stadt Boyne Island, Queensland in Australien als ein Gemeinschaftsunternehmen betrieben, in dem die Mehrheit der Aktien die australische Rio Tinto Alcan hält, eine 100-prozentige Tochter des weltweit aktiven Bergwerkskonzerns Rio Tinto.

## Betrieb
Das Unternehmen nahm den Betrieb der Aluminiumhütte im Jahr 1982 auf und konnte bis 1997 jährlich 260.000 Tonnen Aluminium herstellen; seit damals wurde die Kapazität auf 558.000 Tonnen erweitert. Ab dem Jahr 2004 kann die Hütte freiwerdende Energie zur Herstellung von Zement abgeben. In der Hütte waren 2009 1165 Personen beschäftigt.
Die Aluminiumhütte wird mit Aluminiumoxid über ein 10 Kilometer langes Förderband von Queensland Alumina Limited beliefert, die in Gladstone eine Aluminiumoxid-Raffinerie betreibt. Das Bauxit stammt von der Weipa-Bauxitmine aus dem Norden von Queensland. Die gesamte Produktionskette wird von Rio Tinto Alcan betrieben.
Die Aluminiumhütte ist eine industrielle Großanlage,  die in der Schmelzelektrolyse unter hohem Energieaufwand Aluminium herstellt. Im Hall-Héroult-Prozess wird aus Aluminiumoxid reines Aluminium über die Schmelzflusselektrolyse gewonnen. Dabei wird Aluminium mit einer Schmelztemperatur von 2045 °C mit Kryolith vermischt, um die Schmelztemperatur zu senken, dadurch kann die Schmelztemperatur auf 950 °C gesenkt werden, was die Elektrolyse ermöglicht.

## Aktienanteile
Entsprechen der veröffentlichten Angaben befanden sich 2009 59,39 % der Aktien der Aluminiumhütte im Eigentum von Rio Tinto Alcan, 9,5 % Y K K Aluminium (Australia) Pty Ltd, 9,29 %SLM Australia Limited (SLMA), 7,71 % SLMA No 2 Pty Limited, 6,46 %Ryowa Development Ii Pty Limited, 5,19 % Ryowa Development Pty Limited (alle Australien) und 2,46 % Sumitomo Chemical (Japan).